# Speedcubing-Weltmeisterschaft 1982
Die 1. Speedcubing-Weltmeisterschaft 1982 fand am 5. Juni 1982 im Pesti Vigadó in Budapest statt. Im Gegensatz zu anderen Speedcubing-Weltmeisterschaften hat dieses Turnier nur eine Disziplin: 3×3×3. Von den 19 Teilnehmer ging der US-Amerikaner Minh Thai mit einer Bestzeit von 22,95 Sekunden als Sieger des Turniers hervor. Der Hauptpreis war ein goldplattierter Zauberwürfel. Später wurde dieses Turnier zum ersten von der World Cube Association anerkannten Speedcubing-Wettbewerb.

## Ergebnisse
Jeder Teilnehmer hatte 3 Lösungsversuche. Der Beste Versuch entschied die Platzierung.
| Platz | Teilnehmer              | Zeiten aller Lösungsversuche in Sekunden | Zeiten aller Lösungsversuche in Sekunden | Zeiten aller Lösungsversuche in Sekunden |
| ----- | ----------------------- | ---------------------------------------- | ---------------------------------------- | ---------------------------------------- |
| 1.    | Minh Thai               | 27,16                                    | 22,95                                    | 27,97                                    |
| 2.    | Guus Razoux Schultz     | 24,32                                    | 31,51                                    | 26,15                                    |
| 3.    | Zoltán Lábas            | 24,49                                    | 27,58                                    | 28,21                                    |
| 4.    | Lars Petrus             | 35,42                                    | 33,11                                    | 24,57                                    |
| 5.    | Ken'ichi Ueno           | 27,56                                    | 27,90                                    | 24,91                                    |
| 6.    | Jerome Jean-Charles     | 27,87                                    | 31,18                                    | 25,06                                    |
| 7.    | Julian Chilvers         | 30,59                                    | 25,95                                    | 27,46                                    |
| 8.    | Duc Trinh               | 37,44                                    | 26,63                                    | 36,09                                    |
| 9.    | Giuseppe Romeo          | 34,23                                    | 41,75                                    | 28,11                                    |
| 10.   | Jessica Fridrich        | 31,49                                    | 29,11                                    | 33,20                                    |
| 11.   | Eduardo Valdivia Chacon | 34,91                                    | 29,62                                    | 30,01                                    |
| 12.   | Luc Van Laethem         | 32,92                                    | 34,98                                    | 29,73                                    |
| 13.   | Jozsef Borsos           | 36,75                                    | 35,33                                    | 30,02                                    |
| 14.   | Roland Brinkmann        | 34,80                                    | 30,59                                    | 32,32                                    |
| 15.   | Jari Sandqvist          | 31,17                                    | DNF                                      | 31,56                                    |
| 16.   | Manuel Galrinho         | 40,74                                    | 48,67                                    | 37,11                                    |
| 17    | Piotr Serbeński         | 44,40                                    | 37,50                                    | 40,86                                    |
| 18.   | Svilen Tenev            | 51,88                                    | 47,29                                    | 47,35                                    |
| 19.   | Josef Trajber           | 50,16                                    | 54,93                                    | 58,99                                    |